# Novi Pazar
Novi Pazar (dříve také Novi Bazar či Novibazar) je město v Rašském okruhu na řece Rašce v jižním Srbsku, v Sandžaku (jehož je kulturním centrem). Podle sčítání obyvatelstva z roku 1991 žilo ve městě a jeho okolí celkem 51 749 obyvatel. Podle sčítání z roku 2011 to již bylo 100 410 lidí (z toho ve městě 66 527). Novi Pazar je univerzitním městem.

## Poloha
Novi Pazar se nachází 290 km jižním směrem od Bělehradu, na staré cestě, která spojuje Srbsko s Podgoricí a Jaderským mořem. Město bylo vybudováno v údolí řek Jošanica, Raška, Deževska a Ljudska v nadmořské výšce 496 metrů. Nejdelší z nich je údolí řeky Rašky, které je v celé části, procházející městem, regulováno. V okolí Nového Pazaru se rozkládají horské masivy Golija a Rogozna. Přes území města protékají celkem čtyři vodní toky: Raška, Jošanica, Deževska reka a Ljudska reka.

## Název
Název města odkazuje na původní tržiště, které se nacházelo u pevnosti Stari Ras a které nahradilo nové, nejspíše v době po příchodu Osmanů do oblasti. Nové tržiště (srbsky Novo trgovište) bylo později Turky přeloženo jako Yeni Pazar (historicky se tento název v turečtině objevuje dodnes). Jako částečně přeložený Novi Pazar poté vznikl název po odchodu Turků z oblasti. V 19. století se rovněž objevovaly varianty názvu Novi Bazar/Novibazar. 
V bulharské Šumenské oblasti existuje město se stejným názvem.

## Historie

### Vznik města
Město vzniklo na současném místě krátce po příchodu Turků na Balkán. Vybudováno bylo níže od původní pevnosti Ras, dle které měl název region Raška, a která je spolu s Kosovem považována za centrum středověkého srbského státu. Podle tureckých záznamů existoval již v roce 1396 v blízkosti Nového Pazaru důl na železnou rudu s názvem Gluhavica. Město však bylo až do roku 1459 součástí Srbského despotátu. Osmanská správa je na území dnešního Nového Pazaru dochována od počátku 60. let 15. století, kdy zde již existoval soud, zřízený podle tureckého vzoru.
Název města vznikl překladem původně slovanského názvu pro osadu Targovište. Vesnice zde existovala již na konci 14. století. Část města, která vznikla ještě před příchodem Turků, byla známa jako Staro Targovište (turecky Eski Bazar) a oproti ní se nacházelo Novo Targovište (turecky Yeni Bazar). Postupem času se ujal název Novi Bazar, resp. Novi Pazar.
Další dochované záznamy o Novém Pazaru v 15. století pocházejí také od obchodníků z Dubrovnické republiky, kteří zde měli své zástupce. Nové město vedle starého středověkého Targovište založil slavný turecký vojevůdce Isa-beg Ishaković, který v letech 1440–1472 realizoval časté výpady na území dnešního Srbska a Bosny a Hercegoviny. Nechal zbudovat mešitu, která se v centru města dochovala do dnešní doby. První písemná zmínka o Novém Pazaru pochází z roku 1461.
Ze strategického hlediska město sloužilo především jako nástupní plocha pro další útoky Turků směrem na sever a severozápad Balkánského poloostrova. Díky rozšíření Osmanské říše všemi směry se z Nového Pazaru stalo rychle obchodní centrum. Křížily se zde obchodní trasy z Bosny do Makedonie a z Dubrovníku do Istanbulu. Přítomná zde byla turecká civilní i vojenská správa. 

### Novi Pazar v raném novověku

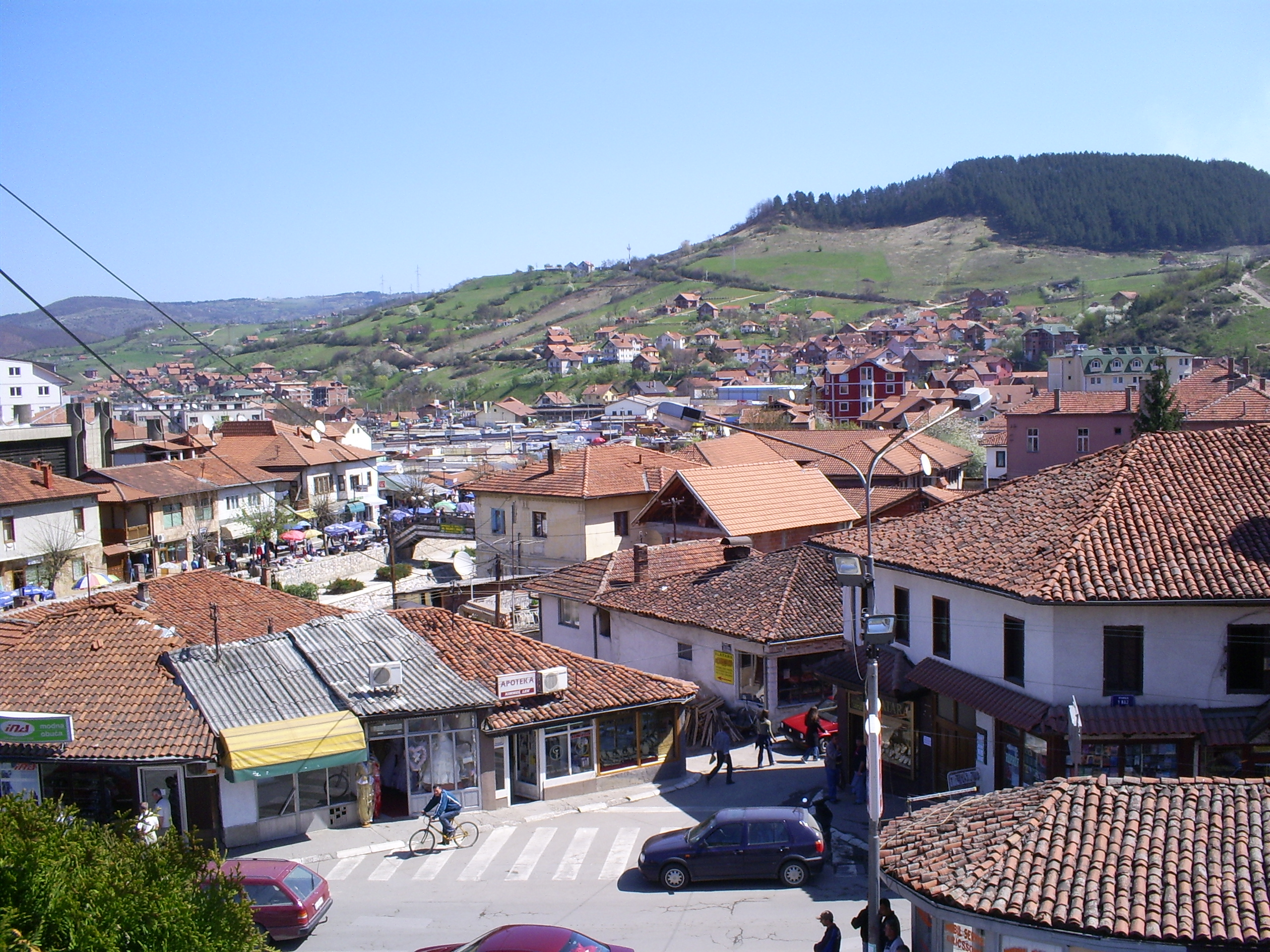
Střed města v roce 2007.

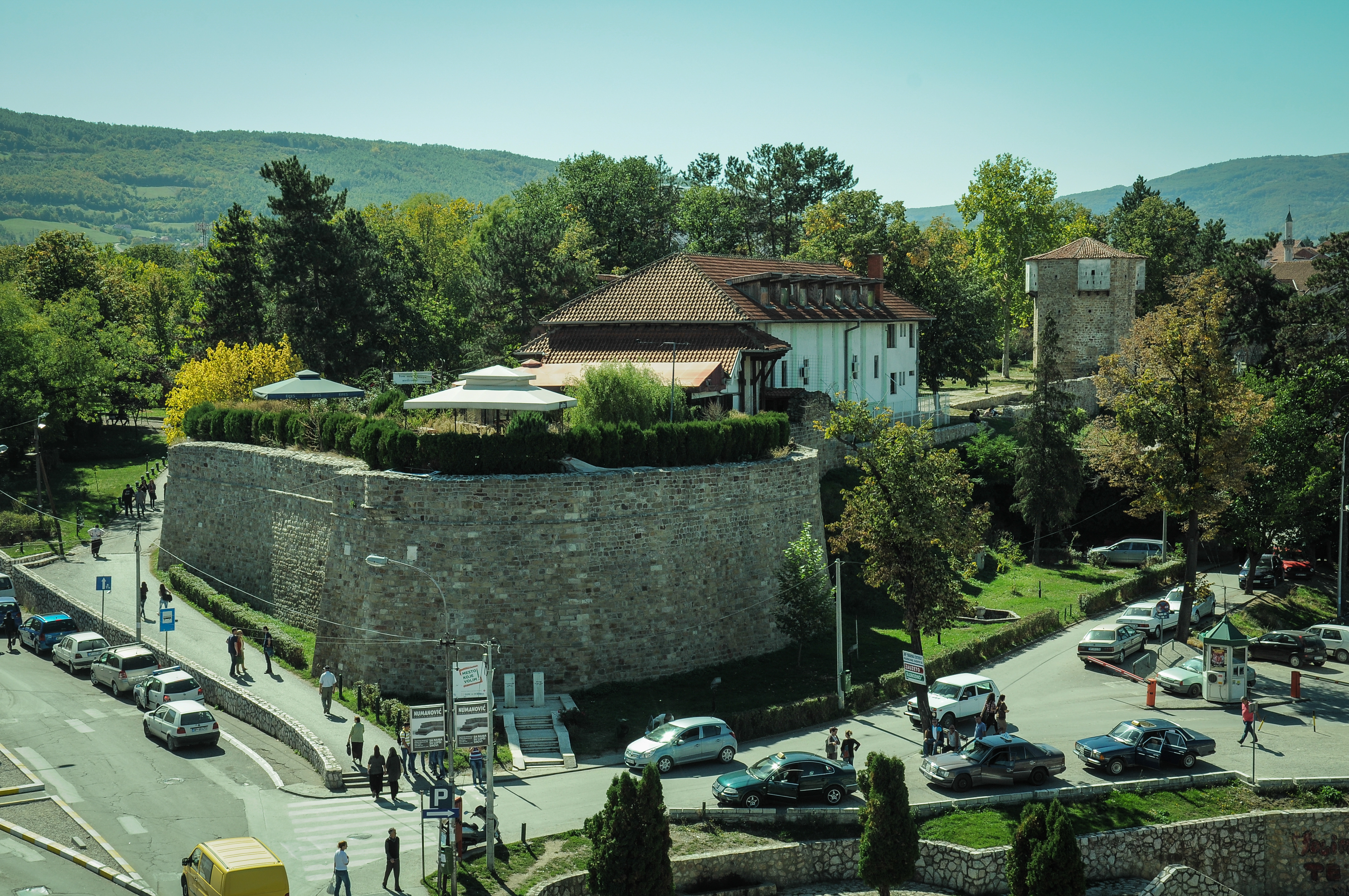
Zdi místní pevnosti.

V 16. a 17. století byl Novi Pazar živým a bohatým městem; nacházel se zde velký trh s dobytkem pro území celé Rašky, resp. Sandžaku. Město bylo také opevněno. Jeho obyvatelstvo bylo etnicky značně smíšené; žili zde Turci, pravoslavní křesťané a kolonisté z Dubrovnické a Benátské republiky. V roce 1489 zde dle tureckých záznamů žilo i několik málo černochů, Arabů a Peršané. Jedna z tehdejších místních částí (mahal) odkazovala svým názvem na lokalitu v Malé Asii.
Bylo jediným větším sídlem na cestě z Dubrovníka do Niše (nepočítáme-li Sarajevo). V druhé polovině 16. století mělo město 6 000 domů a 16 mešit. Na začátku 17. století si zde nechali kolonisté z Dubrovníka vybudovat katolický kostel. Pravoslavné obyvatelstvo zde mělo svého metropolitu (Visariona). Již v této době byl do města zaveden přívod vody a existovala zde kanalizace.
V závěru 17. století město navštívil turecký cestovatel Evlija Čelebi a poznamenal si, že tehdy měl Novi Pazar 23 mešit, 7 kostelů, 16 škol a okolo deseti tisíc domů. Popsal také existenci několika zájezdních hostinců (hanů), údajně se zde nacházelo tři tisíce domů a na místním trhu přes tisíc obchodů.
Úspěšný rozvoj města překazil až rakouský vpád během Velké turecké války v letech 1689–1690. Město bylo vypáleno srbskými vzbouřenci. 
Obnova města probhala velice pomalu. Z původních tří tisíc domů se počet obyvatelných a využitelných staveb snížil na desetinu. V roce 1706 se v Novém Pazaru nacházelo sotva 300 obydlených domů. Rozvoji pomáhala jednak o obchodnická komunita z Dubnovníka, tak i fakt, že z Nového Pazaru nebylo přesunuto sídlo paši.
V roce 1731 město poničila povodeň, která strhla 36 domů a 9 mostů. O šest let později bylo město obsazeno v rámci další války mezi Rakouskem a Osmanskou říší. Srbští vzbouřenci město obsadili a Turky vyhnali. Turci se poté vrátili, a Srbové odešli v rámci rozsáhlého stěhování dále na sever.
Válečná rizika a nestabilita na území Osmanské říše donutila dubrovnické kupce odejít, čímž tak zanikla staletá obchodnická komunita v tomto městě.
Na počátku 19. století mělo město 12 000 obyvatel, z nichž 5000 bylo turecké národnosti. Kromě toho žilo ve městě také 100 Židů a 600 Romů. Zbytek obyvatel byli pravoslavní křesťané. Soužití nebylo vždy snadné; v závěru 17. století zde byly vypáleny dva pravoslavné kláštery. Během prvního srbského povstání vstoupily do města povstalecké oddíly Srbů, kteří město z části vypálili. Obyvatelé tehdejšího Nového Pazaru utekli z jisté části do srbského vnitrozemí.
Od roku 1822 až do roku 1878 bylo z administrativně město součástí Bosenského pašaluku.
Anexe Bosny a Hercegoviny v roce 1878 znamenala přerušení starých vazeb města s Osmanskou říší. Rozvoj železnice, která byla vedena ze Soluně přes Skopje a Niš do Bělehradu, zcela změnila dynamiku obchodu a Novi Pazar tak začal hospodářsky upadat. Rakousko-Uhersko Novi Pazar se zbytkem Sandžaku vojensky okupovalo, nicméně po anexi Bosny a Hercegoviny v roce 1908 se zcela vzdalo jakýchkoliv nároků na region a tedy i na město. Ještě předtím ale mělo zájem o výstavbu železnice přes Novi Pazar z Bosny do tehdejší evropské části Turecka (Osmanské říše); tuto ideu dlouhodobě podporoval Benjámin Kállay. Přípravné práce byly zahájeny roku 1908, nicméně velmi brzy bylo vše přerušeno vzhledem k mladoturecké revoluci a politickým změnám, které s tím byly související. Dráha tak do Nového Pazaru nikdy nebyla zavedena.
Město bylo pestré z hlediska národnostního složení; žili zde také Albánci. Prizrenská liga si nárokovala Novopazarský sandžak pro území Velké Albánie. Početná byla i turecká komunita, ta však po první a druhé balkánské válce z velké části město opustila a odešla do zmenšeného Turecka. Důvodem byla diskriminace ze strany nových úřadů, také ale i výměna úředníků na klíčových pozicích (Turky nahradili Srbové). Město totiž spolu s územím dnešní Severní Makedonie a Kosova připadlo Srbsku. Zatímco v roce 1910 měl 13 433 obyvatel, roku 1921 zde žilo dle prvního jugoslávského sčítání lidu jen 11 207 lidí. 

### Moderní doba

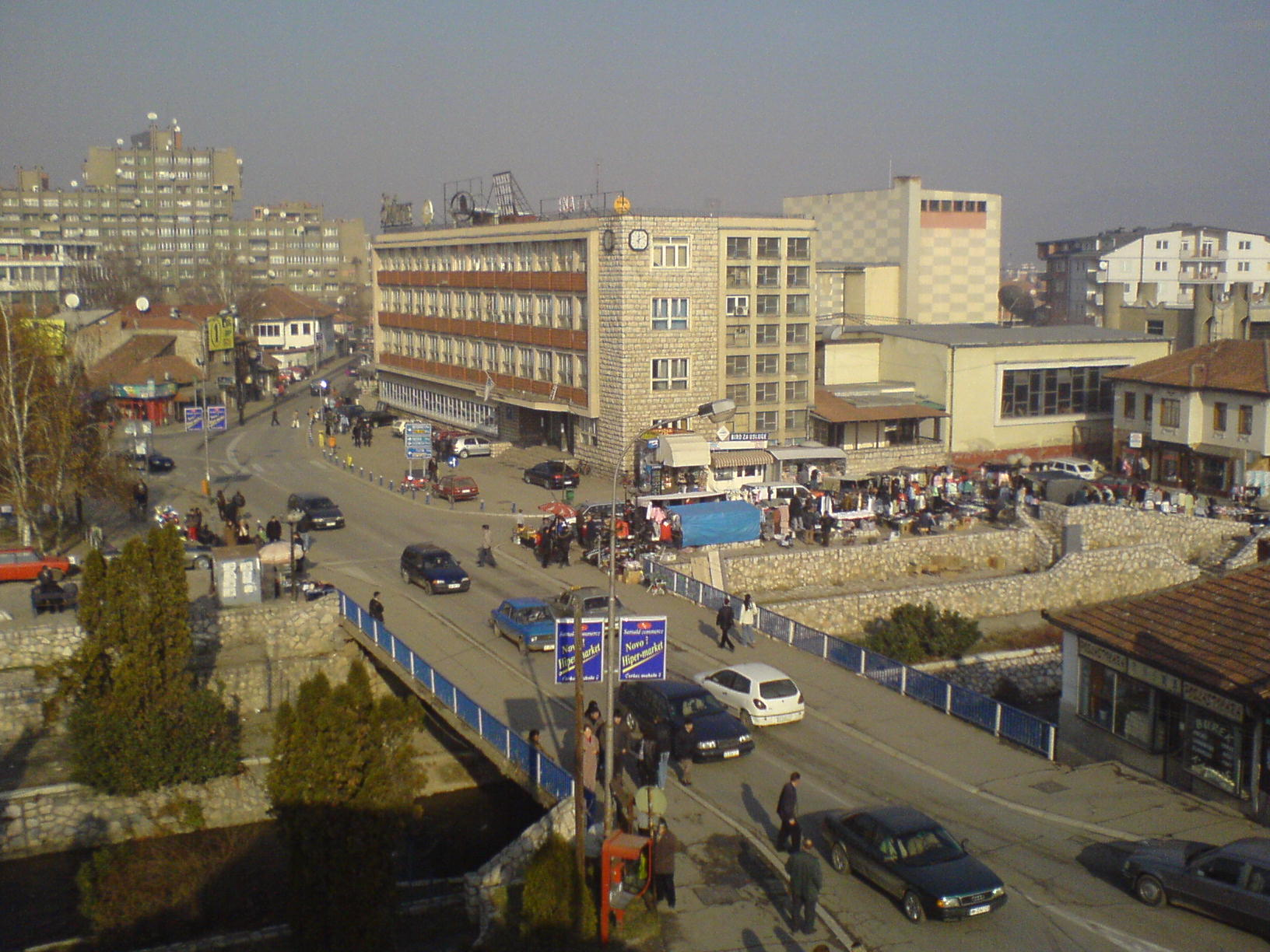
Střed města v roce 2007.

V roce 1927 byla většina obyvatel města pravoslavného vyznání. Jen velmi malá část obyvatel Nového Pazaru však byli starousedlíci; většina lidí se do města dosídlila až po balkánských válkách. Kolonisté byli většinou původem z území dnešní Černé Hory. V roce 1931 bylo do Nového Pazaru zavedeno elektrické osvětlení.
Dne 16. dubna 1941 bylo město obsazeno během tzv. Dubnové války německou armádou. Předtím bylo také několikrát bombardováno Luftwaffe.
V prosinci 1941 na město několikrát neúspěšně zaútočila četnická vojska s podporou partyzánů. Získat se jim ho však pro území tzv. Užické republiky nakonec nepodařilo. Okupovala jej nějakou dobu také italská armáda.[zdroj?] Nakonec osvobodili město komunističtí partyzáni až 28. listopadu 1944. Dne 29. března 1945 bylo v Novém Pazaru na zasedání Zemské antifašistické rady národního osvobození Sandžaku rozhodnuto o formálním rozdělení regionu, jehož je Novi Pazar přirozeným centrem, mezi Srbsko a Černou Horu v rámci Jugoslávie.
Po druhé světové válce bylo město industrializováno. Roku 1956 zde byla otevřena textilní továrna, která zaměstnávala přes tři a půl tisíce lidí. Ačkoliv město zůstalo stranou hlavních silničních i železničních tahů v rámci jugoslávského státu, na mapu se dostalo díky výrobě džínů. Centrum města bylo v 70. a 80. letech zcela přestavěno; vybudován byl modernistický Hotel Vrbak a Nová oblouková budova, které se staly moderními symboly a dominantami města. I přesto však Novi Pazar byl jedním z odlehlejších měst socialistického Srbska, vzhledem k chybějící železnici se mu nedostávalo více investic. Město trpělo vznikem rizikových skládek, živelným šířením a nedostatečným rozvojem infrastruktury, např. zde byl velmi pomalý rozvoj telefonních linek. Tomu přispíval také velký nárůst obyvatel; většina Novopazaranů se do města dosídlila po druhé světové válce.
V současné době je obyvatelstvo Nového Pazaru většinově bosňácké národnosti (83 %) a slouží jako kulturní a politické centrum této menšiny na území Sandžaku, resp. Srbska. Do dnešní doby se v Novém Pazaru a jeho okolí dochovala řada jak osmanských, tak i středověkých srbských památek. Většina názvů ulic přesto odkazuje na srbské dějiny nebo na partyzánské vojsko za druhé světové války.
V druhé dekádě 21. století se řešila výstavba nové železniční trati do města, která by pomohla jeho ekonomickému rozvoji.

## Obyvatelstvo
Město Novi Pazar mělo podle sčítání lidu z roku 2011 celkem 100 410 obyvatel. Z nich se 77,13 % ve sčítání lidu považovalo za Bosňáky a 16,17 % za Srby. Dalšími pozoruhodnými menšinami byli etničtí muslimové s 4,08 %, Romové s 0,56 %, Gorané s 0,24 % a Albánci s 0,2 procentním zastoupením.

## Kultura a kulturní památky

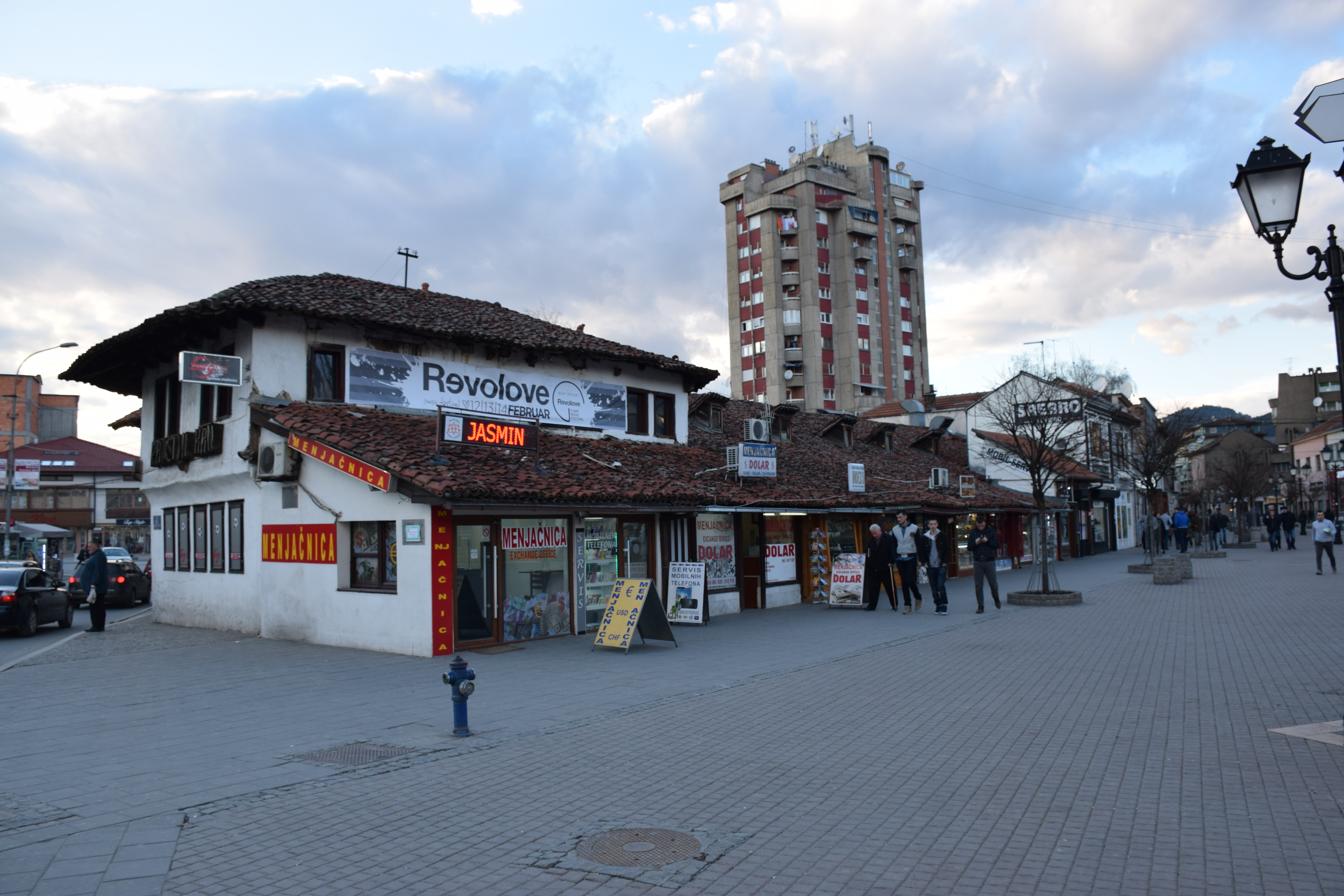
Kontrast staré a nové zástavby.

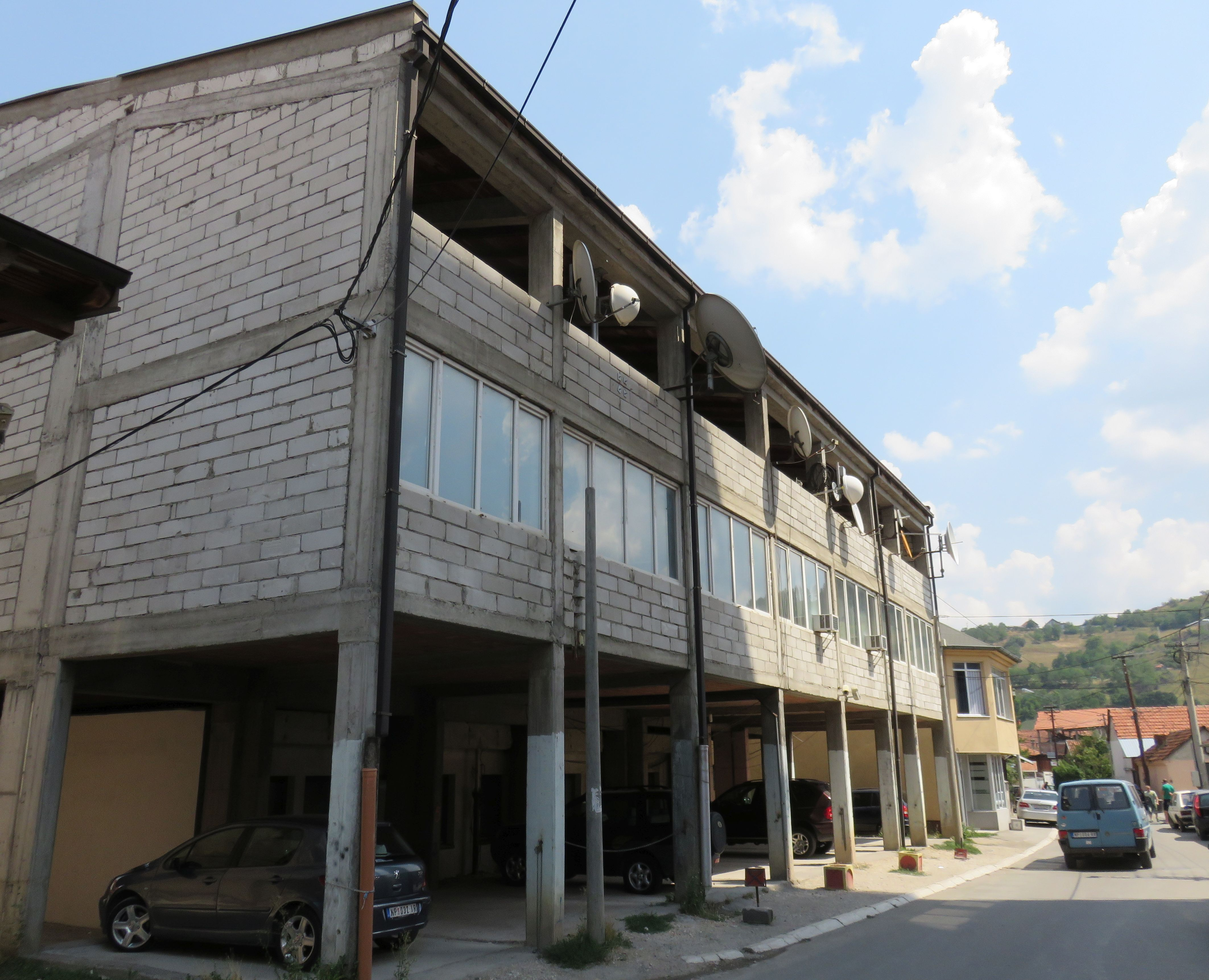
Sídlo regionální televize.

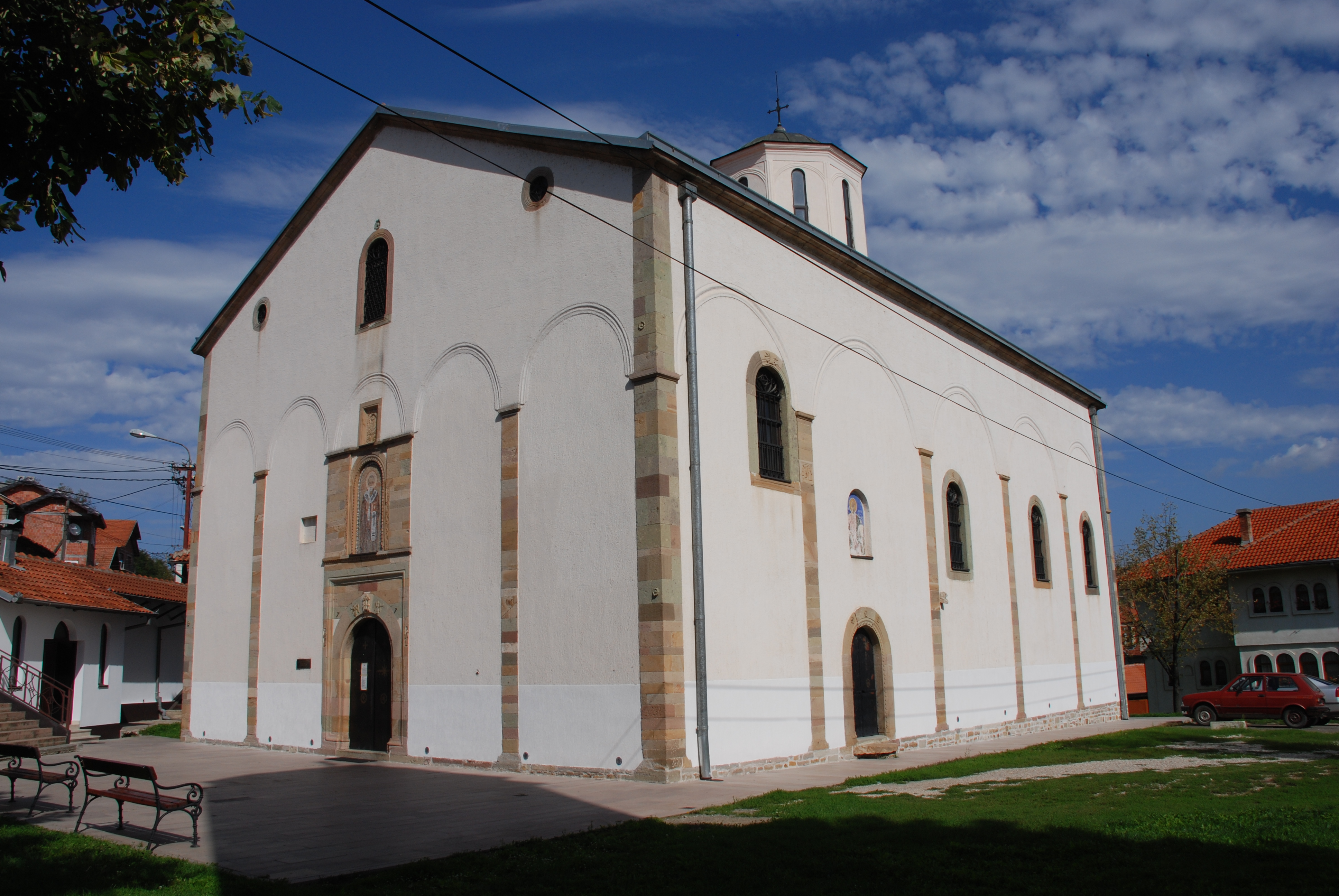
Kostel svatého Mikuláše (Crkva svetog Nikole).

V lokalitě blízko městské pevnosti se nachází budova městské knihovny.
Na území samotného města se nachází celá řada kulturních památek a dalších pamětihodností:
- Kostel Petra a Pavla, zbudovaný v 10. století na základech raně křesťanského svatostánku (rotundy).
- Kostel svatého Mikuláše, postavený na konci 19. století.[3][10]
- Městská pevnost, zbudovaná v 15. století z nařízení Isak-bega Ishakoviće.
- Věž Motrilja, na západním okraji pevnosti
- Turecké lázně (též Isak-begovy lázně/hamam), nacházejí se poblíž pevnosti
- Arabská mešita (srbsky Arap džamija).
- Mešita Altun-alem z 16. století, památkově chráněná od roku 1979.[3]
- Amir-agin han (nebo též Amir-agin konak; turecký zájezdní hodstinec) ze 17. století
- Muzeum Ras, založené v roce 1953. Stojí v centru města, původně se jednalo o městské muzeum.
- Šemsi-begův dům, první moderní dům ve městě.[13]

## Ekonomika
Po roce 1990 a obnově podnikání došlo k rozvoji menších a středních firem, kterých bylo v polovině první dekády 21. století na několik stovek. Významně zastoupen je textilní průmysl, např. výroba džínů, obuvi, v menším také výroba nábytku. Do rozpadu Jugoslávie zde existovaly společnosti Raška a Ras, oba významnní domácí výrobci textilu. Řada společností se také věnuje dopravou zboží a osob. Průmyslová oblast byla umístěna na severním okraji Nového Pazaru, poblíž řeky Rašky.
Město ač má řadu historických staveb a je obklopeno horami nepatří mezi turisticky velmi navštěvované části Srbska. Ve městě se nachází celkem devět hotelů, kapacita ubytováni činí zhruba tisíc lůžek. V roce 2022 město navštívilo na dvacet turistů a celkový počet přenocování zde byl čtyřicet tisíc.

## Doprava
Městem procházejí významné celostátní silnice, např. č. 22 z Rašky do Rožaje na území Černé Hory a č. 29. do Sjenici. Do Nového Pazaru nevede železnice, ačkoliv její realizace je zvažována. Výhledově by do Nového Pazaru měla vést také rychlostní komunikace.
V Novém Pazaru neexistuje síť veřejné městské autobusové dopravy, zajišťována je pouze meziměstská autobusová doprava.

## Školství
Ve městě působí dvě vysoké školy – Státní univerzita v Novém Pazaru srbsky Државни универзитет у Новом Пазару a Fakulta islámských studií. 
V Novém Pazaru také působí i medresa, jediná islámská střední škola svého typu na území Srbska. Škola, jejíž tradice sahá až do 15. století, vyučování obnovila od roku 1990 (nebylo povolené po roce 1946).
Na počátku 21. století existovalo v Novém Pazaru celkem šest základních škol, a čtyři školy střední. Ty se soustředily především na výuku v oblasti kožedělného a textilního průmyslu, který ve městě tehdy dominoval.

## Další instituce
V Novém Pazaru se nachází vojenská kasárna.

## Sport
V západní části města se na břehu řeky Rašky nachází sportovně-rekreační oblast. Jeho součástí je i plavecký bazén (otevřený) a sportovní hala.

## Známé osobnosti
- Abdulah Gegić (1924-2008), fotbalový trenér
- Elma Sinanović (nar. 1974), zpěvačka
- Mirsad Türkcan (nar. 1976), basketbalový hráč
- Enad Licina (nar. 1979), boxer
- Ifet Taljevic (nar. 1980), fotbalista
- Ersin Mehmedović (nar. 1981), fotbalista
- Emina Jahović (nar. 1982), zpěvačka
- Ediz Bahtiyaroğlu (1986-2012), turecko-bosenský fotbalista
- Jasko (nar. 1989), rapper
- Adem Ljajić (nar. 1991), fotbalista
- Alen Mašović (nar. 1994), fotbalista
- Fejsal Mulić (nar. 1994), fotbalista
- Erhan Mašović (nar. 1998), fotbalista
- Zehrudin Mehmedović (nar. 1998), fotbalista
- Ensar Brunčević (nar. 1999), fotbalista
- Hamad Medjedović (nar. 2003), tenista
- Saima Murić (nar. 2006), běžec na střední tratě

## Partnerská města
- Novi Pazar, Bulharsko
- İnegöl, Turecko
- Šuša, Ázerbájdžán (2023)